# Paróquia São Luís Maria de Montfort
A Paróquia São Luís Maria de Montfort é uma circunscrição eclesiástica católica brasileira sediada no município de João Monlevade, no interior do estado de Minas Gerais. Faz parte da Diocese de Itabira-Fabriciano, estando situada na Região Pastoral II. Foi inaugurada no dia 17 de maio de 1993, por Dom Mário Gurgel (Prot. nº 958) tendo o território desmembrado da Paróquia Nossa Senhora da Conceição, em Carneirinhos - João Monlevade.